# Alexandros (Komödiendichter)
Alexandros (altgriechisch Ἀλέξανδρος, lateinisch Alexander), Sohn eines Ariston oder Aristion, war ein attischer Komödiendichter, der im 2. und 1. Jahrhundert v. Chr. wirkte. Alexandros wurde 106/5 und 97/96 v. Chr. in Delphi geehrt. Zudem sind jeweils ein Sieg an den Charitesien und den Homoloien in Orchomenos inschriftlich bezeugt. Von seinen Werken sind sechs Fragmente und die drei Titel Dionysos (altgriechisch Διόνυσος), Helena (altgriechisch Ἑλένη) und Das Trinkgelage (altgriechisch Πότος Potos) überliefert. Die Zuweisung dieser Stücke und Fragmente ist jedoch umstritten.